# New England Tropical Conservatory
El Invernadero Tropical de Nueva Inglaterra en inglés : New England Tropical Conservatory (NETC), es un jardín botánico, de 38 hectáreas, (96 acres) de extensión, cuyo principal atractivo es un gran invernadero tropical, que se encuentra en Bennington, Vermont. 
Presenta trabajos para la « International Agenda for Botanic Gardens in Conservation », y pertenece como miembro al BGCI. 

## Localización
La reserva « Norman & Selma Greenberg Conservation Reserve », se encuentra en la zona este de la « Vermont Route 7 », a 1.3 millas al sur de la “Clock Corner” (la intersección de las carreteras 7 y 9), inmediatamente al sur del cementerio « Lawn Cemetery ». La entrada, marcada con un monumento de mármol, se abre en un estacionamiento con espacio para 6 vehículos y para el giro de un autobús escolar. 
New England Tropical Conservatory, P.O. Box 4715 Bennington, Vermont 05201 USA-EE. UU.
Planos y vistas satelitales.42°53′28″N 73°12′29″O / 42.89111, -73.20806

## Historia
El NETC fue creado en 1991 por un grupo de ciudadanos que estaban concienciados sobre la tala de árboles en las selvas tropicales y la extinción de especies de plantas resultante. 
En 1995 la junta directiva identificó a Bennington, Vermont como el lugar de base donde asentarse y crear futuras instalaciones de diseño para atraer a los especialistas y público en general. Con la ayuda de un « Community Development Block Grant » (Subvención Global para el desarrollo de comunidad), se pudieron terminar los estudios de comercialización y de impacto económicos y se adoptó un plan empresarial para su crecimiento armónico, paso a paso. La cooperación con el programa de horticultura del « Southwest Vermont Career Development Center » (Centro de Desarrollo de la Carrera del Suroeste de Vermont) comenzó en ese año, y durante varios años ha incluido una exhibición muy popular de plantas tropicales en primavera. 
En 1998 se creó en el NETC un invernadero laboratorio. La oficina se abrió en 2001. Actualmente, el NETC está ampliando su presencia en Vermont. En noviembre de 2003 gracias a un generoso donativo y a una subvención del « Vermont Housing and Conservation Board » se pudo adquirir una finca de 96 acres en Bennington. 
Estos terrenos denominados como « Norman & Selma Greenberg Conservation Reserve », esta reserva se ha remodelado con una entrada, aparcamiento, senderos, exhibiciones y actividades interpretativas. El prado junto a la carretera se convertirá en el lugar de emplazamiento del invernadero casero. 
El equilibrio que se trata de conseguir es el de establecer un lazo de conexión entre los bosques tropicales que se exhiben dentro del invernadero con los bosques y campos nativos de Nueva Inglaterra.

## Colecciones
Las colecciones que alberga en su invernadero son de plantas tropicales de la región del sureste asiático especialmente de la zona de Indonesia, y plantas tropicales ornamentales. 
Los invernaderos son un conglomerado de estructuras de cristal, aulas, laboratorios, y oficinas, un todo armónico en el que se coordinan programas educativos, de investigación y exhibiciones. 

## Actividades
Las primeras expediciones de investigación a las selvas tropicales del sistema de Indonesia empezaron a finales de 1995, comenzando una asociación de 12 años con los botánicos del Herbario Nacional de Indonesia en Bogor, Java occidental. 
El NETC ha trabajado con el herbario de Bogor durante 12 años, en los que se ha efectuado una exploración botánica, centrada especialmente en los bosques tropicales de las montañas indonesias, explorando unas 45 montañas, un expediente equiparable al de cualquier institución científica occidental. 
Como consecuencia de la capacidad probada del NETC y en colaboración con el herbario de Bogor, y para producir un trabajo aún más relevante, ambas organizaciones se han promocionado a un nivel mucho mayor de desarrollo de sus capacidades institucionales, con la puesta en práctica del IBETP « Indonesian Botanical Exploration and Taxonomy Project ».